# Idris bicolor
Idris bicolor är en stekelart som först beskrevs av William Harris Ashmead 1893.  Idris bicolor ingår i släktet Idris och familjen Scelionidae. Inga underarter finns listade i Catalogue of Life.